# Río Chullqui Mayu
Río Chullqui Mayu är ett vattendrag i Bolivia.   Det ligger i departementet Chuquisaca, i den centrala delen av landet, 30 km söder om huvudstaden Sucre.
Omgivningen kring Río Chullqui Mayu är i huvudsak ett öppet busklandskap. Området är glesbefolkat, med 14 invånare per kvadratkilometer.